# Chrysolina coerulans
Chrysomela coerulans је врста тврдокрилца из породице буба листара (Chrysomelidae).

## Опис
Одрасли инсекти су дуги 6–10 mm, а ноге и антене су им црне. Глава је глатка, без уздужног жлеба, са тораксом проширеним на боковима. Покрилца су глатка, металикплава.
Ову врсту некада називају 'плава нанина буба' и не треба је бркати са 'зеленом нанином бубом' (Chrysolina herbacea), која је смарагднозелена и мало крупнија, 8–11 mm. Врсти Chrysolina graminis је слична по томе што обе имају и финију и грубљу пунктуру на пронотуму.
Ларве су мекане, заобљене и црне.

## Распрострањење
Овај инсект настањује целу Србију, и цео централни део Европе, па је одсутан само са Иберијског полуострва, Грчке и Скандинавије.

## Станиште
Може се наћи на влажним ливадама и дуж река и потока, све до надморске висине од 1650 m, свуда где има нане. У нашем поднебљу се може наћи од фебруара све до новембра, али је најчешћа у мају и јуну.